# Marie Victoire d'Arenberg
Marie Victoire Pauline d'Arenberg (26 octobre 1714 - Bruxelles † 13 avril 1793 - Strasbourg), issue de la maison d'Arenberg, fut margravine de Bade-Bade par son mariage avec Auguste-Georges de Bade-Bade. Connue pour sa nature charitable, elle installa divers ordres religieux dans le margraviat de Bade-Bade où elle était appelée Maria Viktoria.

## Biographie
Marie-Victoire est la fille aînée de Léopold-Philippe d'Arenberg et de Maria Francesca Lodovica Pignatelli, elle-même fille de Niccolò Pignatelli, duc de Bisaccia, duc de Monteleón, vice-roi de Sardaigne et petite-fille d'Ottone Enrico del Carretto, commandant de l'armée impériale comme son propre père. Aînée des six enfants, elle fut l'une des deux seuls à survivre à leurs parents avec son frère Charles Marie Raymond d'Arenberg, feld-maréchal de l'armée impériale. Sa cousine Marie-Henriette de La Tour d'Auvergne fut marquise de Bergen-op-Zoom, épouse de Jean-Christian de Palatinat-Soulzbach, comte palatin de Palatinat-Soulzbach et mère du « dernier » électeur de Bavière, Charles-Théodore. Marie-Victoire fut aussi une amie d'enfance de la future impératrice Marie-Thérèse. Les membres de la Maison d'Arenberg étant princes du Saint-Empire, elle était autorisée à porter le prédicat d'altesse sérénissime.
Marie-Victoire reçut une éducation catholique stricte : arrivée à l'âge adulte, elle dépensa une grande partie de sa fortune personnelle dans la fondation d'établissements catholiques de charité. Elle a également été active dans le cadre des soins apportés aux enfants et à l'éducation catholique des jeunes femmes.
Le 7 décembre 1735, elle épousa Auguste-Georges de Bade-Bade, le plus jeune fils de Louis-Guillaume Ier de Bade-Bade et de Françoise-Sibylle de Saxe-Lauenbourg. À l'origine destiné à l'Église, il avait quitté sa carrière ecclésiastique en 1735. Marie Victoire fut dès lors connue en Allemagne sous le nom Maria Viktoria. L'année suivante, elle fut reçue dans l'ordre de la Croix étoilée.
Auguste-Georges était le frère de Louis-George, margrave de Bade-Bade régnant. À la mort de son beau-frère, en 1761, le mari de Marie Victoire lui succéda comme margrave, ce qui fit d'elle la femme la plus importante de la cour de Baden-Baden, en lieu et place de la veuve de Louis-Georges, Marie-Anne de Bavière, sœur de Maximilien III Joseph, électeur de Bavière. La margravine, qui avait reçu dans sa prime jeunesse une bonne formation dans le domaine de la musique et des arts, monta une chorale augustinienne pour les femmes de Rastatt (capitale de la principauté).
Son mari mourut en 1771 sans laisser d'héritiers. Le margraviat de Baden-Baden échut alors à Charles-Frédéric de Baden-Durlach, un cousin de la lignée protestante de Baden-Durlach, de la maison de Zähringen, laissant Marie-Victoire, endeuillée, sans domicile. Marie-Victoire quitta Rastatt et s'installa à Ottersweier où elle a créé un couvent. Dans le couvent, une école enseignait aux filles toutes les compétences dont elles auraient besoin en tant que futures mères et enseignantes. En 1767, elle légua la plupart de ses biens à une fondation destinée à préserver l'école au-delà de sa mort.
Décédée à Strasbourg, âgée de 78 ans, elle fut inhumée à l'église collégiale de Baden-Baden aux côtés de son mari.

## Honneurs
- 14 septembre 1736:  Noble Dame de l'Ordre Impérial de la Croix étoilée, par ordonnance de Wilhelmine-Amélie de Brunswick-Lunebourg, impératrice du Saint-Empire.

## Titres et prédicats
- 26 octobre 1714 – 7 décembre 1735 Son Altesse Sérénissime la princesse Marie Victoire d'Arenberg
- 7 décembre 1735 – 22 octobre 1761 Son Altesse Sérénissime la margravine Auguste-Georges de Bade-Bade
- 22 octobre 1761 – 21 octobre 1771 Son Altesse Sérénissime la margravine de Bade-Bade
- 21 octobre 1771 – 13 avril 1793 Son Altesse Sérénissime la margravine douairière de Bade-Bade